# IAE V2500
O IAE V2500 é um motor aeronáutico turbofan produzido pela International Aero Engines AG (IAE) que equipa as aeronaves da família Airbus A320 (A320, A321, A319 e Airbus Corporate Jet), o McDonnell Douglas MD-90 e o Embraer KC-390.

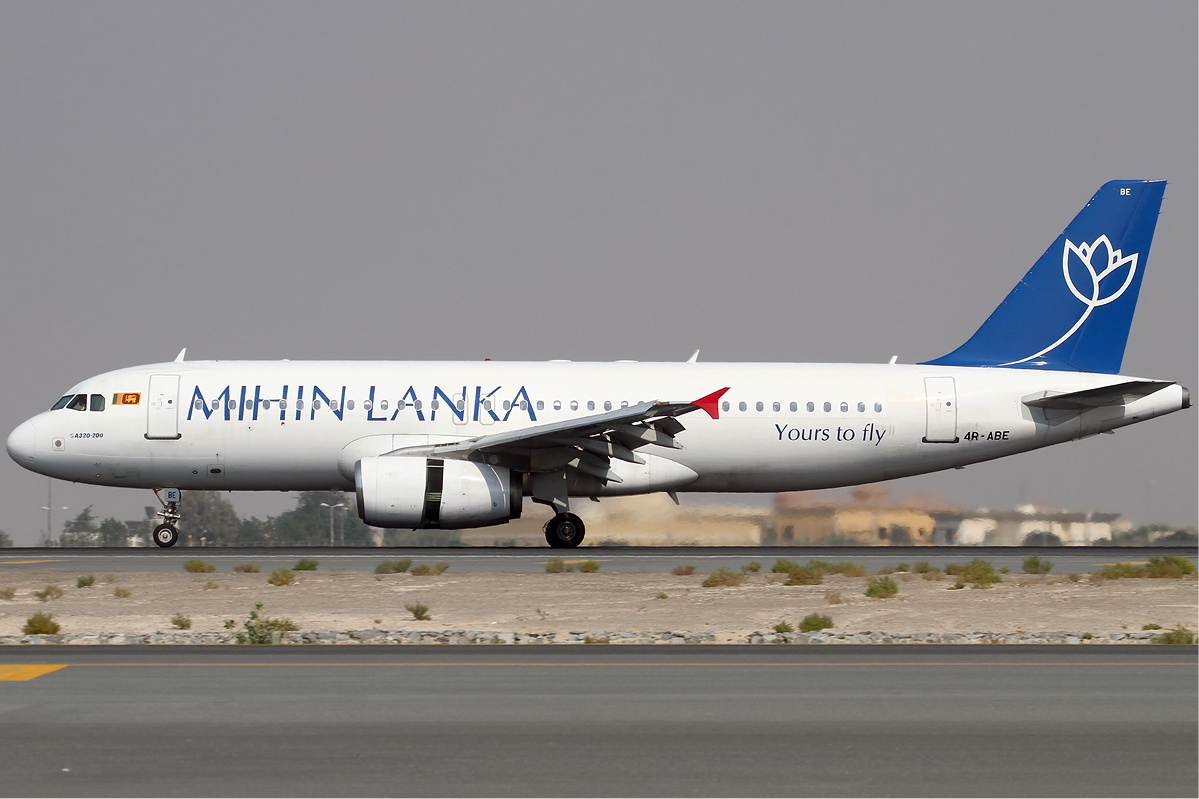
Um Airbus A320 com motores IAE V2500

A versão 4000th do V2500 foi entregue à companhia brasileira TAM e instalada em aeronaves Airbus A320 e A319.

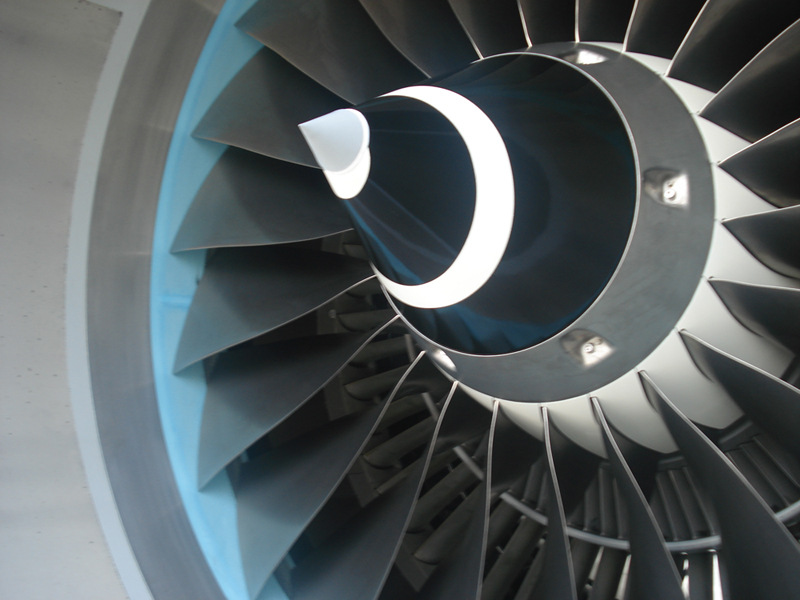
IAE V2500-A1 montado um Airbus A320

 

## Fabricante
A International Aero Engines é um consórcio fundado em 1983 por quatro fabricantes de motores aeronáuticos: Pratt & Whitney, Rolls-Royce, Japanese Aero Engine Corporation e MTU Aero Engines. A FAA (em inglês: Federal Aviation Administration - FAA), órgão norte-americano de fiscalização e controle da aviação, certificou o V2500 em 1988.

## Aplicações
- Família Airbus A320 (excluindo A318)

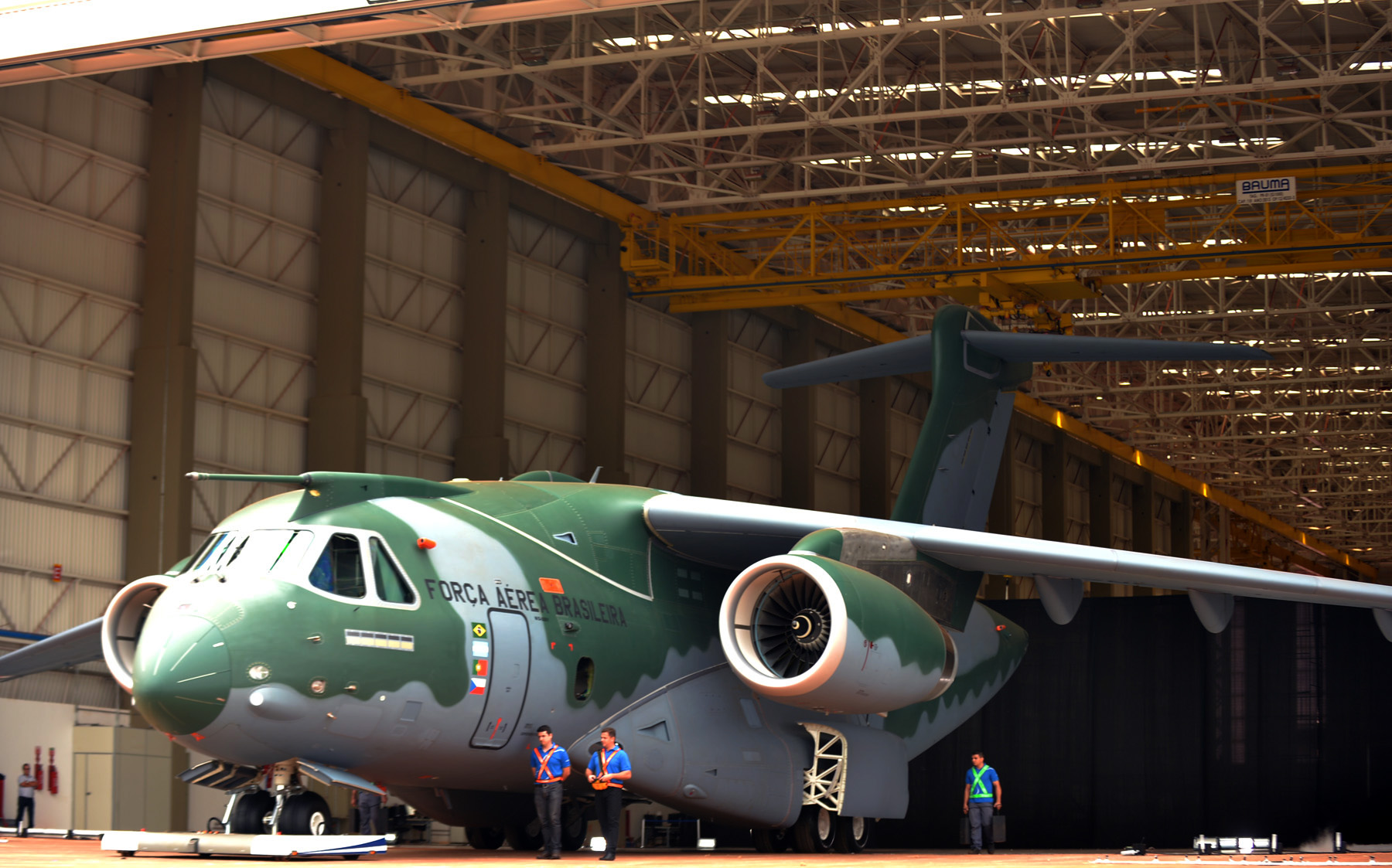
Embraer C-390 Millennium

- Embraer KC-390
- McDonnell Douglas MD-90

## Especificações
| Tipo     | Empuxo (kN) | Empuxo (lbf) | Relação de passagem | Relação de compressão | Diâmetro do ventilador (m) | Comprimento total (m) | Peso (kg) | Ano de início de produção | Tipo de aeronave                    |
| -------- | ----------- | ------------ | ------------------- | --------------------- | -------------------------- | --------------------- | --------- | ------------------------- | ----------------------------------- |
| V2500-A1 | 110.31      | 25,000       | 5.4:1               | 35.8:1                | 1.587                      | 3.2                   | 2,327     | 1989                      | Airbus A320-231                     |
| V2522-A5 | 102.49      | 23,000       | 4.9:1               | 32.8:1                | 1.613                      | 3.2                   | 2,359     | 1996                      | Airbus A319-131                     |
| V2524-A5 | 108.89      | 24,800       | 4.9:1               | 32.8:1                | 1.613                      | 3.2                   | 2,359     | 1997                      | Airbus A319-132                     |
| V2525-D5 | 111.21      | 25,000       | 4.8:1               | 34.5:1                | 1.613                      | 3.2                   | 2,484     | 1995                      | McDonnell Douglas MD-90             |
| V2527-A5 | 118.32      | 26,600       | 4.8:1               | 32.8:1                | 1.613                      | 3.2                   | 2,359     | 1993                      | Airbus A319-133, A320-232, A320-233 |
| V2528-D5 | 124.55      | 28,000       | 4.7:1               | 35.2:1                | 1.613                      | 3.2                   | 2,484     | 1995                      | McDonnell Douglas MD-90             |
| V2530-A5 | 130.55      | 29,350       | 4.6:1               | 36.2:1                | 1.613                      | 3.2                   | 2,359     | 1993                      | Airbus A321-131, A321-232           |
| V2533-A5 | 133.00      | 29,900       | 4.5:1               | 35.2:1                | 1.613                      | 3.2                   | 2,359     | 1997                      | Airbus A321-231                     |
| V2531-E5 | 139.40      | 31,330       | 4.6:1               | 36.2:1                | 1.613                      | 3.2                   | 2,484     | 2014                      | Embraer KC-390                      |